# Adolph von Asch zu Asch auf Oberndorff
Adolph Freiherr von Asch zu Asch auf Oberndorff (30 de octubre de 1839 - 18 de febrero de 1906) fue un Teniente General bávaro y Ministro de Guerra del 5 de junio de 1893, al 4 de abril de 1905. Nació y murió en Múnich.

## Biografía
Asch se unió al Cuerpo de Cadetes del Ejército bávaro. En 1859 alcanzó el rango de Unterleutnant y tomó parte en la guerra austro-prusiana. En 1870 pasó a ser Adjunto Segundo del General Ludwig von der Tann y participó en la guerra franco-prusiana. En 1879 fue transferido al Ministerio de Guerra bávaro. Después de su tiempo como Ministro de Guerra en 1893, se retiró en 1905.

## Reconocimientos
- Cruz de Caballero de la Orden de San Huberto ( Reino de Baviera)